# Prądocin (województwo kujawsko-pomorskie)

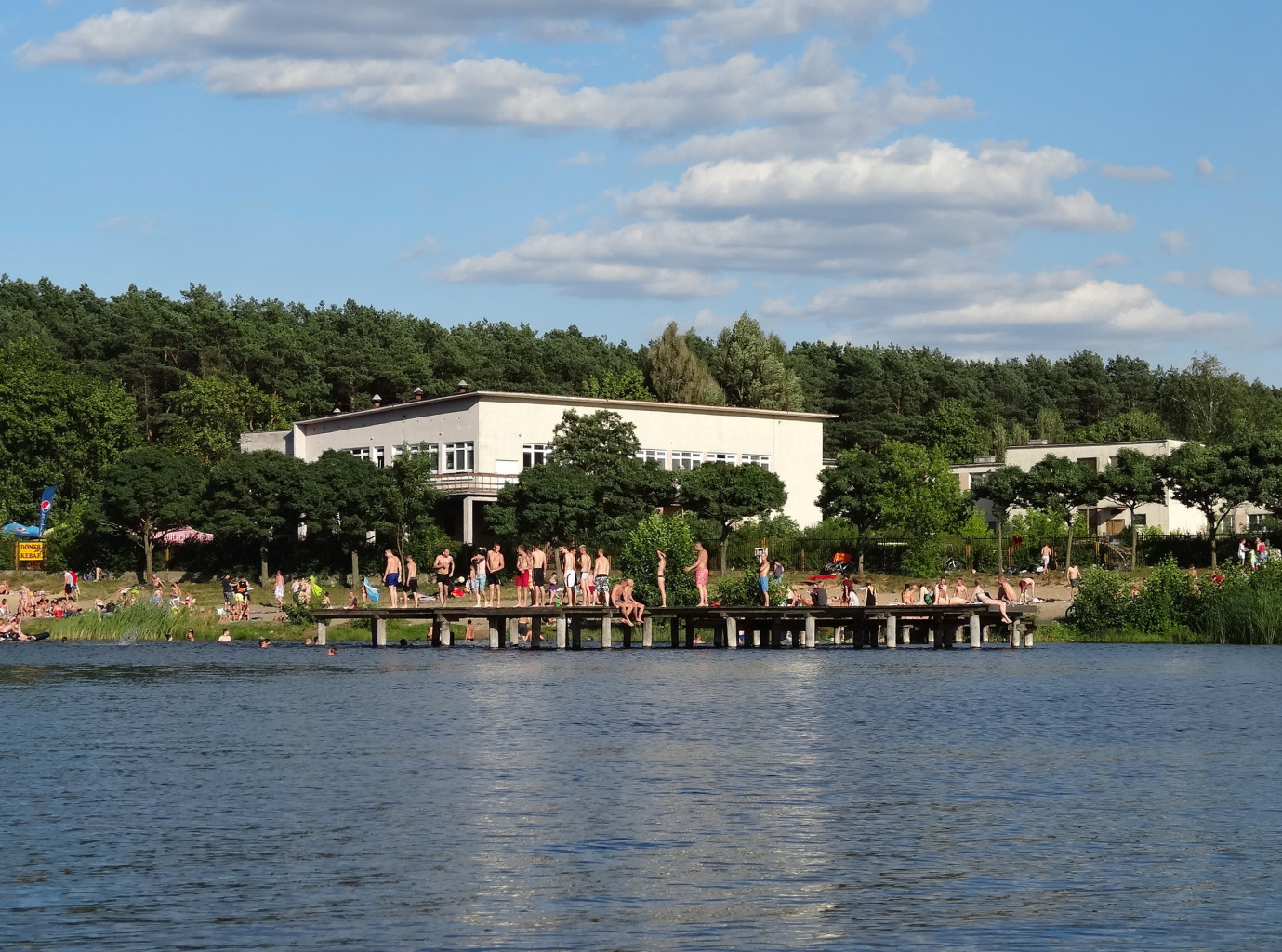
Ośrodek wypoczynkowy w Prądocinie nad jeziorem Jezuickim

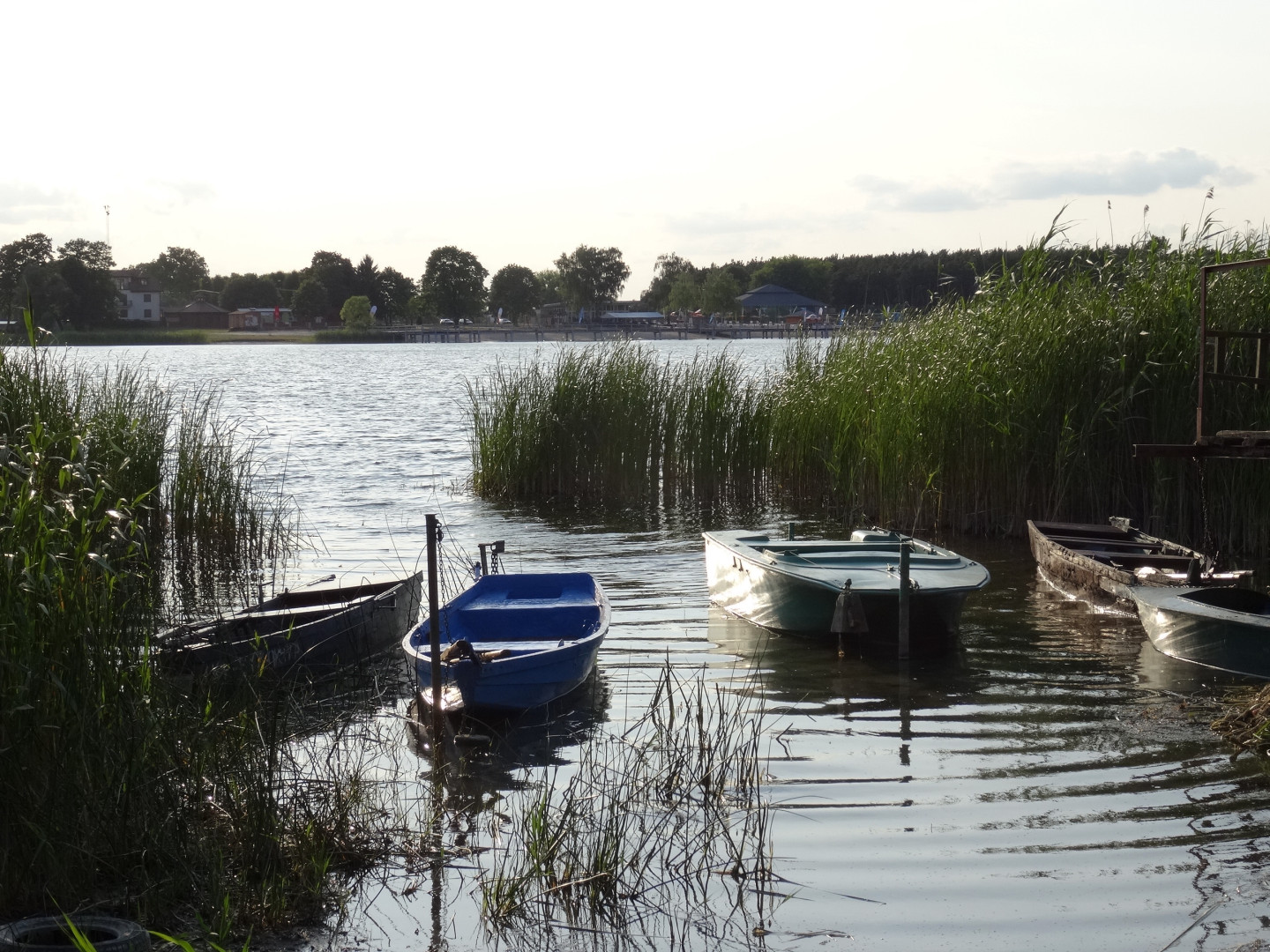
Brzeg jeziora Jezuickiego w Prądocinie

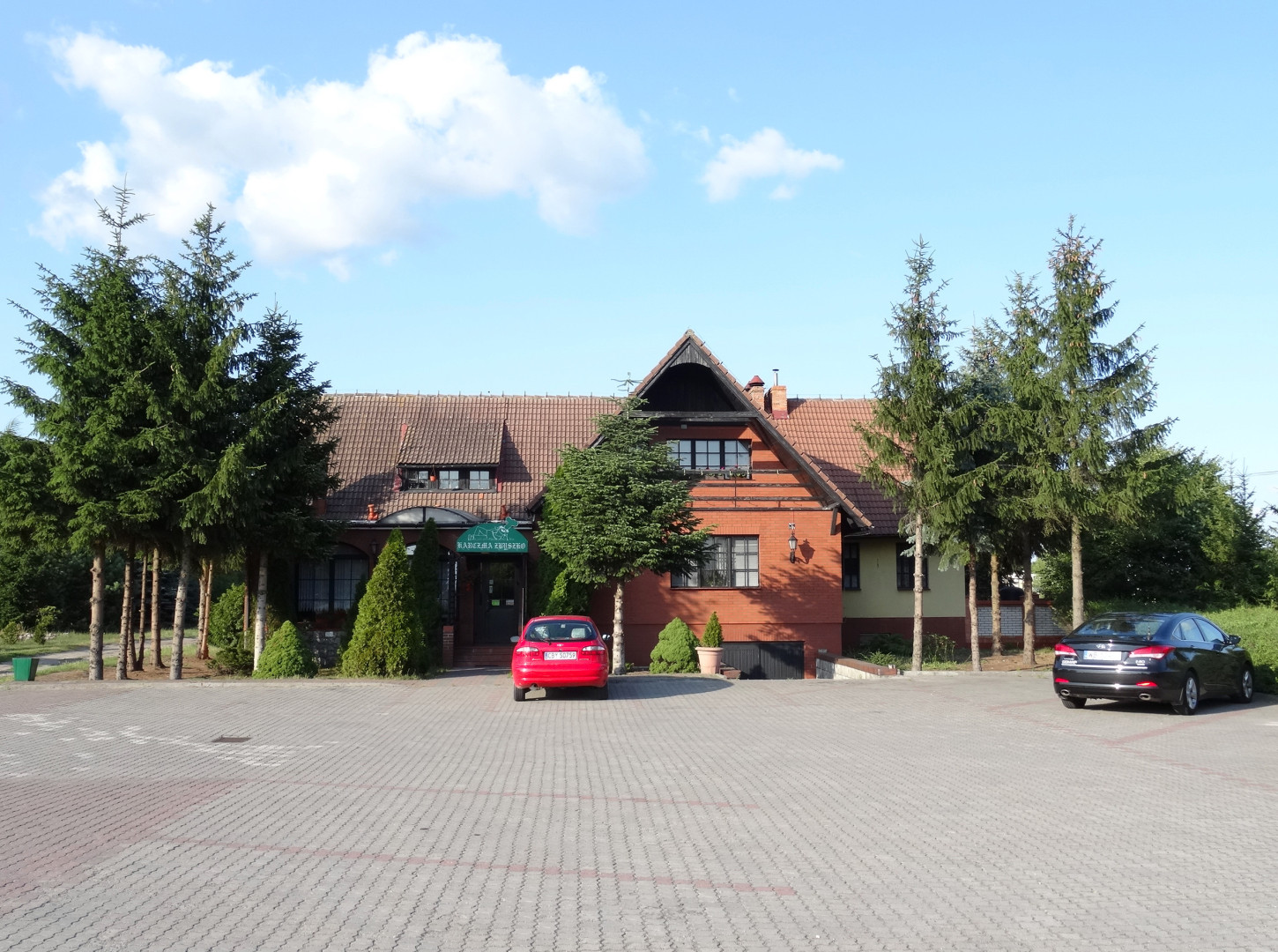
Karczma Zbyszko przy DK nr 25

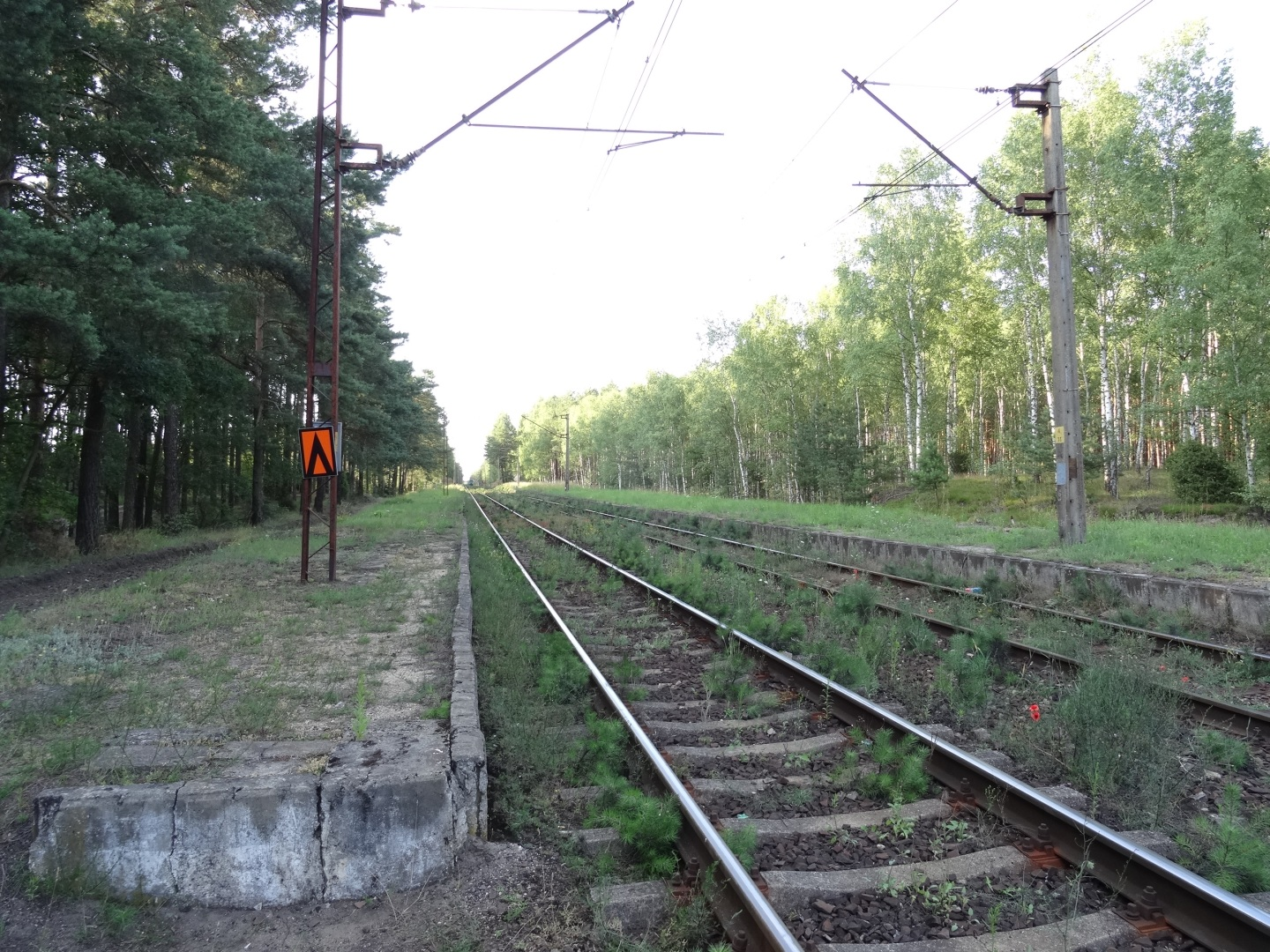
Dawny przystanek osobowy Prądocin na magistrali węglowej

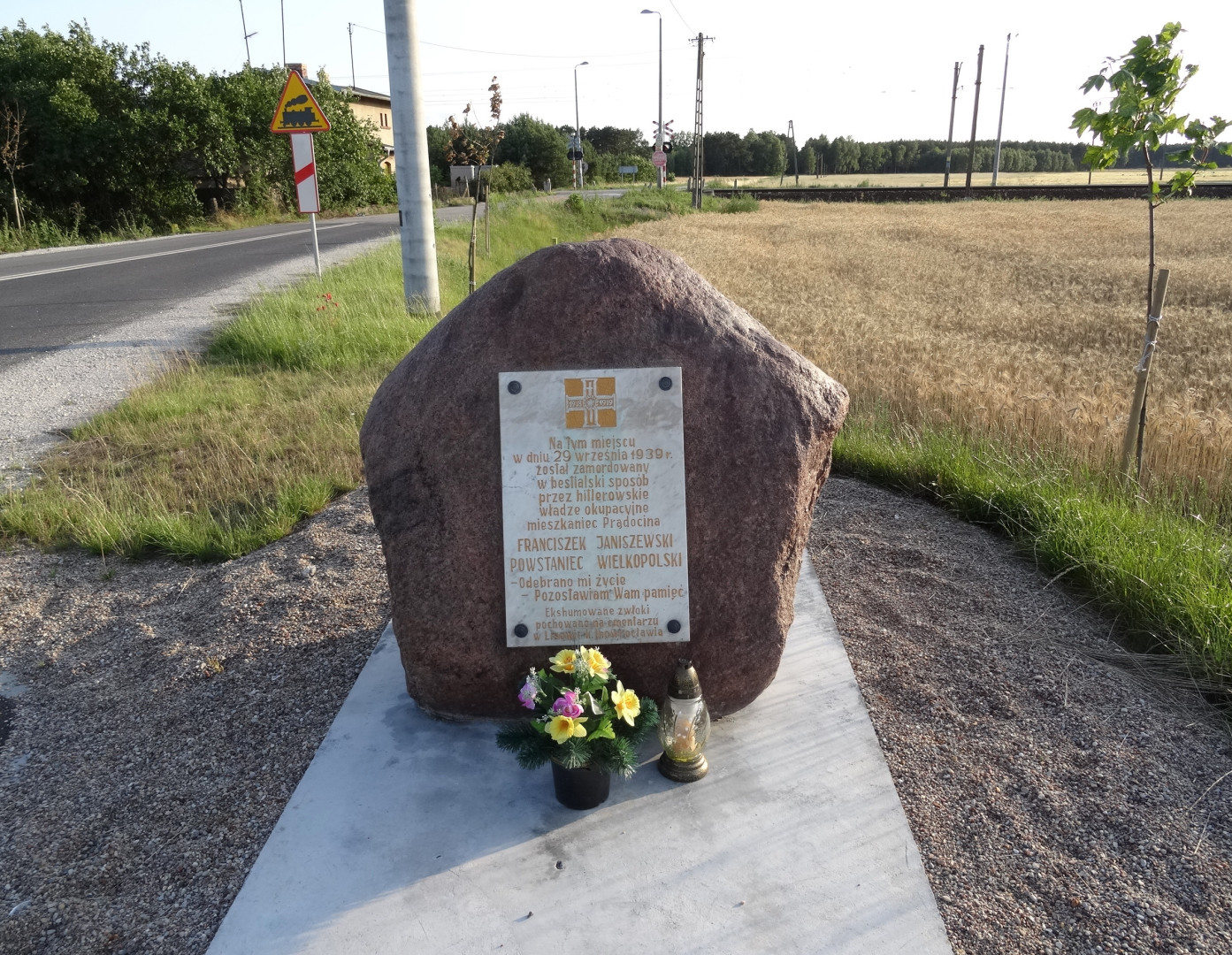
Głaz z tablicą pamiątkową

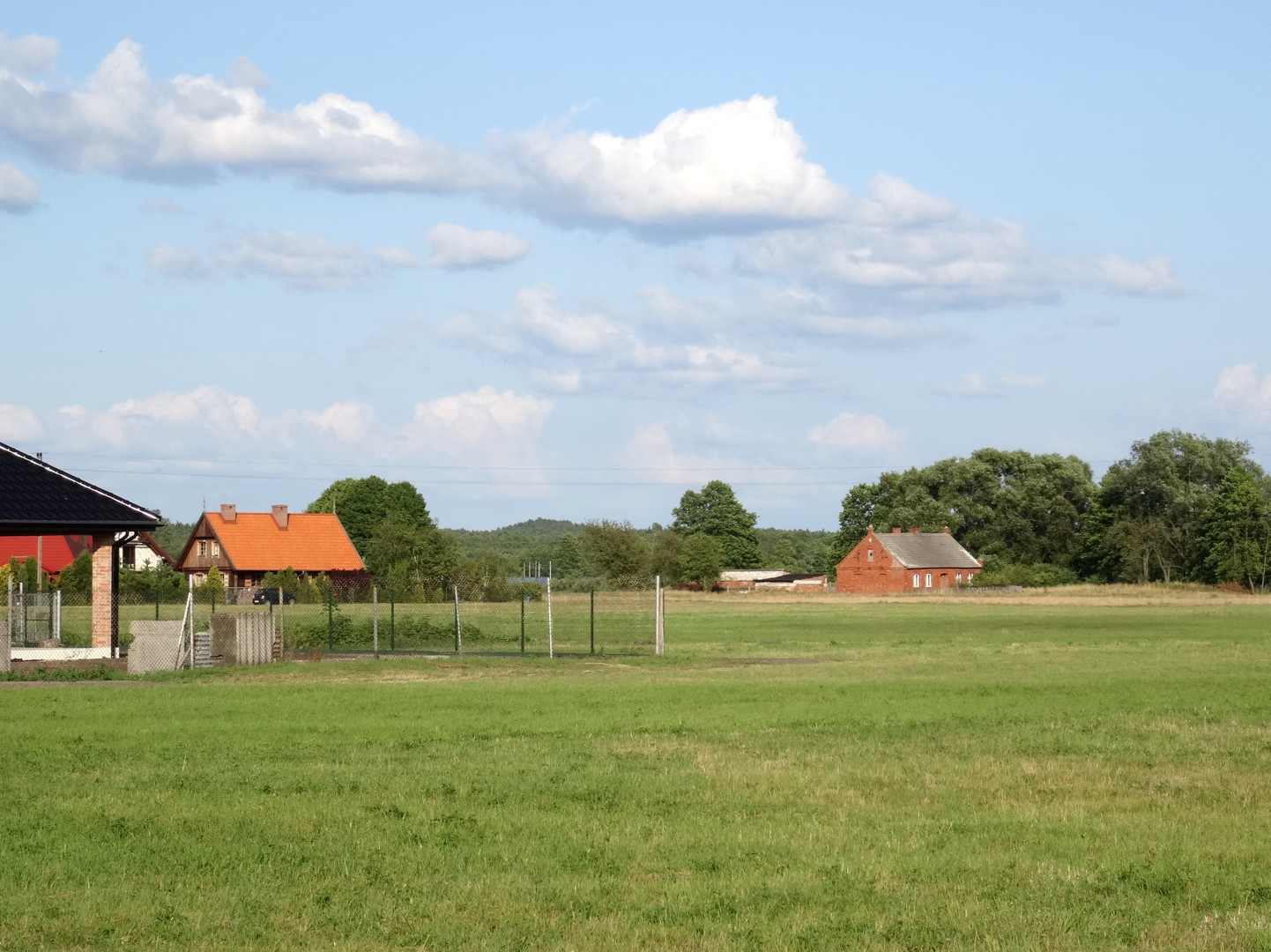
Krajobraz wsi

Prądocin – wieś w Polsce położona w województwie kujawsko-pomorskim, w powiecie bydgoskim, w gminie Nowa Wieś Wielka nad Jeziorem Jezuickim.
W latach 1975–1998 miejscowość położona była w województwie bydgoskim.

## Położenie
Prądocin to wieś sołecka usytuowana nad jeziorem Jezuickim na skraju Puszczy Bydgoskiej, około 14 km na południe od Bydgoszczy.
Od wschodu sąsiaduje z Dobromierzem, od południa poprzez pas lasu z Kolankowem i Januszkowem, od północy z Pieckami, a od zachodu poprzez jezioro Jezuickie z Chmielnikami. 
Przez miejscowość przebiega droga krajowa nr 25 Bydgoszcz-Inowrocław oraz linia kolejowa nr 131, a w bliskiej odległości również linia kolejowa nr 201 (magistrala węglowa). 
Pod względem fizyczno-geograficznym leży w obrębie Pradoliny Toruńsko-Eberswaldzkiej w mezoregionie Kotlina Toruńska.

## Charakterystyka
Prądocin to wieś sołecka usytuowana w centrum gminy Nowa Wieś Wielka. Miejscowość oprócz funkcji mieszkaniowej i gospodarczej spełnia rolę głównego centrum rekreacyjnego gminy, na co ma wpływ sąsiedztwo jeziora Jezuickiego. W Prądocinie zlokalizowanych jest 10 kompleksów ogrodów działkowych, w dużej części użytkowanych przez mieszkańców Bydgoszczy. Znajdują się one po wschodniej stronie jeziora i zajmują powierzchnię około 50 ha. We wsi, przy północnej zatoce jeziora zlokalizowany był całoroczny ośrodek wypoczynkowy dysponujący 160 miejscami noclegowymi; w 2015 kolej sprzedała obiekt inwestorowi prywatnemu, który zamierza w nim prowadzić dom spokojnej starości. 
Powierzchnia sołectwa wynosi 663 ha, a liczba ludności zameldowanych na pobyt stały (1 marca 2012) – 576 osób. Przez miejscowość przepływa Kanał Złotnicki, który jest jedynym dopływem jeziora Jezuickiego. 
Łącznie w sołectwie Prądocin jest 281 ha gruntów ornych (wyłącznie V i VI klasy bonitacyjnej), 48 ha łąk, 27 ha pastwisk oraz 217 ha lasów.
Przez wieś prowadzi  turystyczny Szlak Wolnościowy (26,8 km): Bydgoszcz – Piecki – Prądocin – Dobromierz – Nowa Wieś Wielka.
W Prądocinie znajduje się kilka budynków ujętych w ewidencji zabytków, tj. domy mieszkalne nr 31 i 87. Na terenie wsi zlokalizowany jest także nieczynny cmentarz ewangelicki

## Historia
W okresie przedrozbiorowym Prądocin zwany był Ryczywieś. Wzmianki o tej wsi pochodzą z początku XVI wieku. Własność wsi była podzielona, co uwidoczniło się w nazwach: Ryczywieś Królewska i Ryczywieś Szlachecka, przy czym część królewska należała do starostwa bydgoskiego. Miejscowość należała do parafii katolickiej w Lisewie Kościelnym.
W okresie 1750–1765 w części wsi należącej do starostwa, prawdopodobnie zrujnowanej po wojnie północnej, wójt bydgoski Maurycy Brühl wystawił kontrakt typu olęderskiego dla nowych osadników. Odtąd wieś nazwano od jego nazwiska Brühlsdorfem. Nazwa ta była używana do 1920 roku i zastąpiła polską nazwę Ryczywieś, która uległa zapomnieniu.
Z mapy topograficznej Friedricha von Schröttera (1798–1802) wynika, że wieś Brühlsdorf znajdowała się na południe i wschód od jeziora Jezuickiego i miała charakter rozproszony. Domostwa rozrzucone były wśród mozaiki pól, łąk i lasów. Wieś zajmowała zarówno obszar obecnego Prądocina, jak również Dobromierza.
W XIX wieku rozróżniano dwie wsie: 
1. Adlig Brühlsdorf (Ryczywieś Szlachecka) położony na terenie Prądocina – należał do powiatu inowrocławskiego,
2. Königlich Brühlsdorf (Ryczywieś Królewska) położony na północ od Nowej Wsi Wielkiej – należał do powiatu bydgoskiego.

Spis miejscowości rejencji bydgoskiej z 1833 r. podaje, że we wsi zwanej Brüllensdorf w powiecie inowrocławskim mieszkało 360 osób (354 ewangelików, 6 katolików) w 58 domach. Kolejny spis z 1860 r. podaje, że wieś Adlig. Brühlsdorf liczyła 576 mieszkańców (488 ewangelików, 88 katolików) w 80 domach. Miejscowość należała do parafii katolickiej w Pęchowie oraz ewangelickiej w Łabiszynie. We wsi istniała szkoła elementarna.
Słownik geograficzny Królestwa Polskiego dla roku 1884 podaje, że Ryczywieś Szlachecka (niem. Adlig Brühlsdorf) była wsią położoną w powiecie inowrocławskim. Mieszkało tu 676 osób (607 ewangelików, 69 katolików) w 102 domach. Wieś posiadała powierzchnię 473 ha, z czego 375 ha to ziemia uprawna, 12 ha łąki, a 2 ha – las. Najbliższa poczta i kolej znajdowała się w Chmielnikach. Miejscowość należała do parafii katolickiej w Pęchowie oraz ewangelickiej w Nowej Wsi Wielkiejie. 
W styczniu 1920 roku na mocy traktatu wersalskiego miejscowość znalazła się w granicach odrodzonej Polski. Wieś Brühlsdorf w pobliżu jeziora Jezuickiego przemianowano na Prądocin (początkowo Prądocice), a Königlich Brühlsdorf na Dobromierz. Prądocin nadal znajdował się (do 1954) w powiecie inowrocławskim. W 1934 r. w wyniku reformy administracyjnej wieś włączono w skład gminy wiejskiej Złotniki Kujawskie. Mieszkańcy wsi czynili jednak starania o włączenie ich do powiatu bydgoskiego. We wsi istniała czteroklasowa szkoła elementarna z polskim i niemieckim językiem wykładowym. Dzieci klasy 5, 6 i 7 uczęszczały do szkoły zbiorczej w Złotnikach Kujawskich. Szkoła w Prądocinie słynęła z działalności patriotycznej, do czego przyczyniała się działalność nauczyciela Stanisława Znamierowskiego. 
W styczniu 1945 r. nacierające wojska radzieckie uderzeniem oskrzydlającym ominęły Bydgoszcz, pozostawiając na tyłach oddziały niemieckie (m.in. na terenie Dobromierza, Łażyna i Prądocina), których likwidacją zajęli się żołnierze 47. Armii Radzieckiej i polscy czołgiści.
Po wojnie zamordowani Polacy ze wsi: Dziemionna, Jakubowo, Januszkowo, Krążkowo, Prądocin i Tarkowo zostali po ekshumacji pochowani na cmentarzu w Lisewie Kościelnym, gdzie w 1965 r. wystawiono im pomnik.
W latach 1945–1954 Prądocin był gromadą wiejską wchodząc w skład gminy Złotniki Kujawskie. W 1948 r. posiadał powierzchnię 670 ha i zaludnienie 429 osób. 
W latach 1947–1953 w dyskusjach na temat nowego podziału administracyjnego przedstawiciele wsi opowiadali się za przywróceniem gminy Nowa Wieś Wielka i włączeniem do niej wsi Prądocin. Postulaty te zostały uwzględnione zarówno przez władze gminy Złotniki Kuajwskie, jak i władze centralne. Po reformie administracyjnej z 25 września 1954 r. miejscowość znalazła się jako jedno z 16 sołectw w gromadzie Nowawieś Wielka. 
W 1946 roku we wsi istniała szkoła powszechna z 2 klasami lekcyjnymi i 2 mieszkaniaini służbowymi dla nauczycieli. W latach 60. była to szkoła pełna, realizująca program 7 klas, a od 1966 roku – 8 klas. W 1974 roku obniżono stopień organizacyjny szkoły, przekształcając ją w czteroklasową, starsze dzieci przekierowując do szkoły zbiorczej w Nowej Wsi Wielkiej. Szkołę w Prądocinie zlikwidowano ostatecznie w latach 90. XX w. W latach 60. XX w. w miejscowości założono również punkt biblioteczny oraz świetlicę.
W 1961 r. wieś była już zelektryfikowana. W 1968 r. urządzono kąpielisko nad jeziorem Jezuickim, w 1971 r. zmodernizowano drogi gruntowe we wsi, a w 1975 r. dokonano kapitalnego remontu świetlicy wiejskiej.
Około 2020 we wsi rozpoczęto budowę osiedla domów wielorodzinnych.

## Statystyka
Poniżej podano wybrane informacje statystyczne dotyczące wsi Prądocin na podstawie Banku Danych Lokalnych GUS.
Narodowy Spis Powszechny 2002 wykazał, że we wsi Prądocin mieszkało 352 osób w 114 gospodarstwach domowych. Wykształcenie wyższe lub średnie posiadało 22% populacji. We wsi znajdowały się 83 budynki z 98 mieszkaniami. 41% mieszkań została wzniesiona przed 1945 rokiem, a 24% w latach 1989–2002. 
Narodowy Spis Powszechny 2011 odnotował 558 mieszkańców Prądocina. W 2013 r. działalność gospodarczą prowadziło 81 podmiotów, w tym 73 osób fizycznych, 8 osób prawnych, 2 spółki handlowe z udziałem kapitału zagranicznego, 1 spółdzielnia. Większość to małe i mikrofirmy. Tylko 4 przedsiębiorstwa zatrudniały powyżej 10 osób, w tym 2 powyżej 50. 
W latach 2008–2013 oddano do użytku 35 mieszkań – wszystkie w budownictwie indywidualnym. Stanowiło to 9% nowych mieszkań wzniesionych w tym czasie w całej gminie Nowa Wieś Wielka.